# Henri Courselles-Dumont
Pour les articles homonymes, voir Dumont.
Ne doit pas être confondu avec Henri-Julien Dumont.
Henri Ambroise Courselles-Dumont, né le 31 juillet 1856 à Paris et mort le 26 novembre 1918 dans le 14e arrondissement de Paris, est un peintre et graveur français.
Il produisit principalement des aquarelles et des fresques destinées à la décoration intérieure des bâtiments publics à la fin du XIXe siècle.

## Biographie
Henri Courselles-Dumont est né le 31 juillet 1856 à Paris. Il est le fils du graveur Louis Paul Pierre Dumont et de Ernestine Henriette Lemercier, son épouse.
Il intègre les Beaux-Arts de Paris en 1873 dans les ateliers de Raphaël Collin, Luc-Olivier Merson et Jules-Élie Delaunay. Devenu l'assistant de ce dernier, il collabore aux fresques destinées au Panthéon ; à la mort de Delaunay, il achève la composition de Sainte Geneviève rend le calme aux Parisiens à l'approche d'Attila en 1891.
Il expose au Salon des artistes français à partir de 1882, d'abord des paysages aux tons impressionnistes. Plus tard, il expose des compositions incluant des nus féminins et de nombreuses aquarelles. Il obtient une médaille de 3e classe au Salon de 1898.
En 1891-1892, il échoue au premier concours organisé pour le plafond peint de la salle à manger de l'hôtel de ville de Paris et propose une composition centrale allégorique, Diane, entourée de deux panneaux, La Vigne et Le Blé. On lui doit également le plafond de la mairie d'Asnières, Le Temps et la Loi couronnant l'Union conjugale (1903). La revue Les Annales politiques et littéraires publie également ses compositions (1917).
Peu connu, son travail de graveur et d'illustrateur est d'autant plus remarquable que ce peintre a été classé sans nuance parmi les artistes académiques par les modernes : cette production, mêlant imaginaire fantastique, érotique et sombre, s'étale au fil des années 1880, durant lesquelles il illustre quelques ouvrages, comme la pièce de théâtre d’Albert Delpit, Mademoiselle de Bressier (42 compositions, Paul Ollendorff, 1888). C'est d'abord Eugène Véron (1825-1889) qui publie dans sa revue L'Art quelques-unes de ses plus belles compositions gravées, telles cette Salomé nue, une eau-forte de 1886, ou encore Le Rêve songe nu (1889). Son tireur semble avoir été l'imprimeur Clément (Paris).
La manufacture de Sèvres conserve de lui des dessins d’éléments décoratifs pour des porcelaines.

## Œuvres dans les collections publiques
- Dijon, musée des beaux-arts : Junon triomphante, 1892, aquarelle et gouache sur papier, 34,5 × 20,3 cm.
- Sèvres, Cité de la céramique - Sèvres et Limoges :
  - Série de trois Élément décoratif [Vase Lesbos], 1893, projet de décor, dessins à l'aquarelle[5] ;
  - Série de deux Élément décoratif [Vase d'Arezzo], 1893, projet de décor, dessins à la plume[6].
- Soissons, musée de Soissons : Amour à la lyre [Printemps], 1901, huile sur toile, 171 × 145 cm[7],
- Toulouse, musée des Augustins : Le Combat, avant 1892, aquarelle, 43 × 31 cm[8].

Œuvres d'Henri Courselles-Dumont
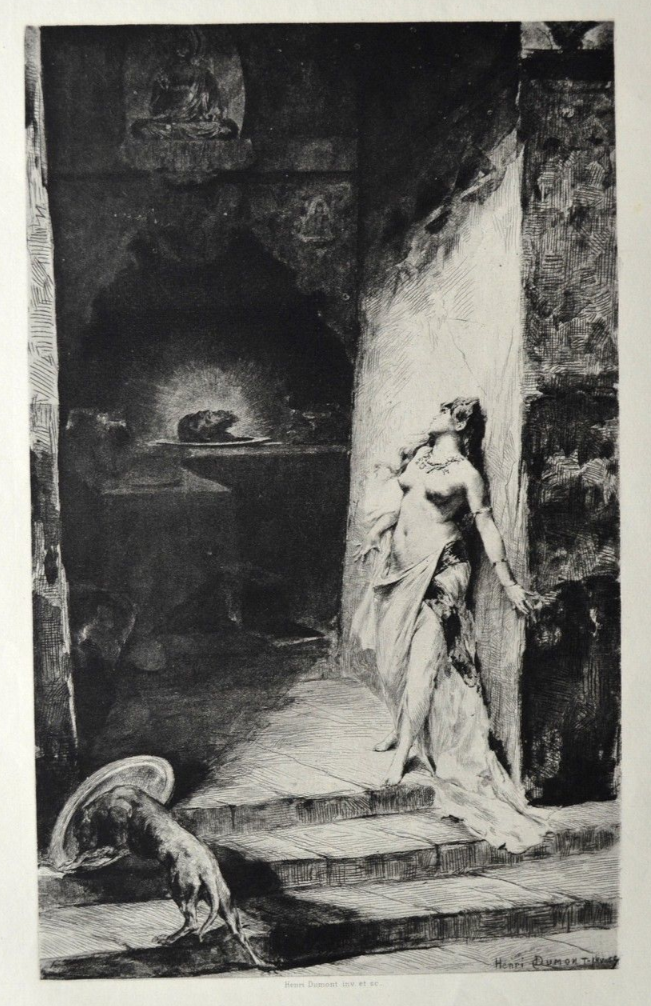
Salomé nue (1886), eau forte.
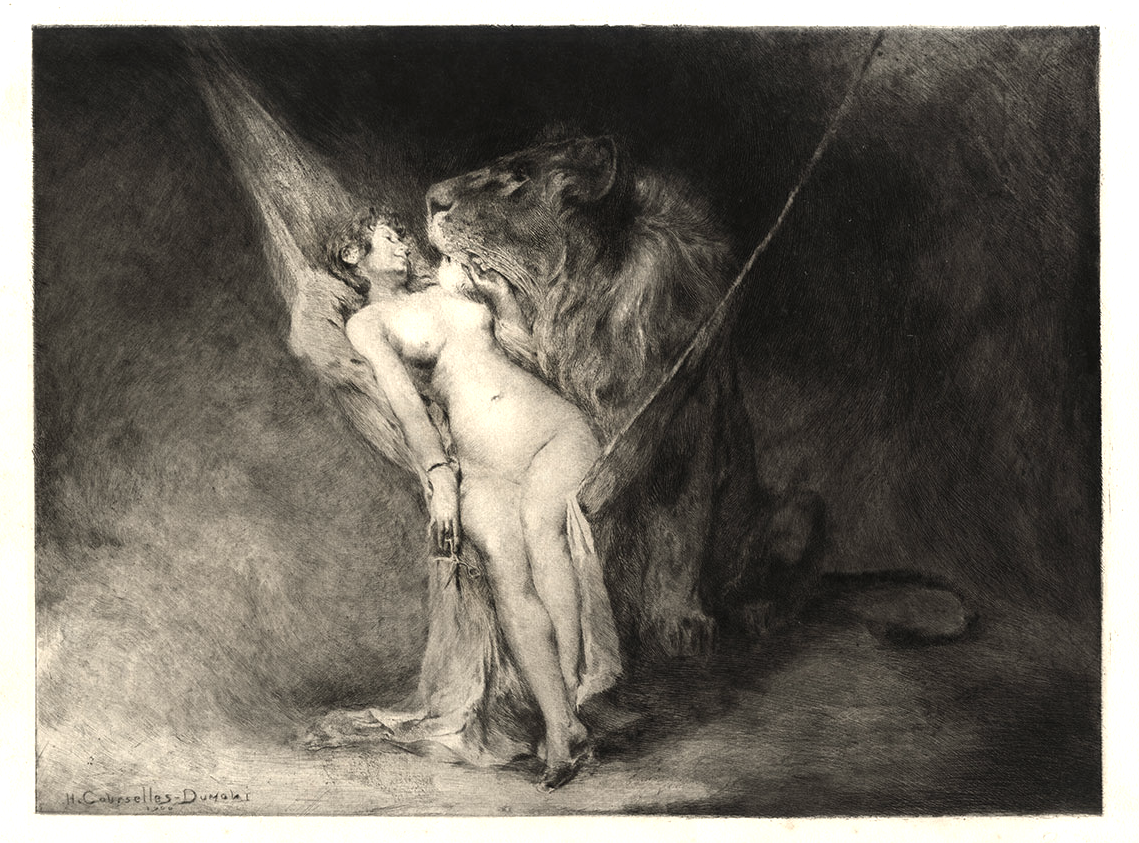
Le Lion amoureux (1890), eau forte.